# Ľubomír Ftáčnik
Ľubomír Ftáčnik (Bratislava, 30 oktober 1957) is een Slowaaks schaker.
Ftáčnik won in 1977 het Europees schaakkampioenschap voor junioren, en in 1980 werd hij FIDE grootmeester (GM). In de jaren tachtig was hij vier keer kampioen van Tsjechoslowakije en veroverde hij bijna een plaats in het kandidatentoernooi. In 2000 speelde Ftáčnik mee in het "Parkroyal Surfers" in Australië, dat hij won met 7½ punten uit 9 partijen.